# Eduardo Mbengani
Eduardo Mbengani (Uíge, Angola, 8 de janeiro de 1985) é um atleta português de fundo e meio fundo. Filho de mãe angolana e pai congolês, foi para Portugal como refugiado, fugido da guerra civil, em 1991[carece de fontes?].
Os primeiros passos foram dados em vários clubes, embora se tenha destacado no G.D.R. Conforlimpa, no qual correu durante três épocas. Em 2011, foi suspenso derivado a um controlo anti-doping positivo, tendo regressado às competições em 2014 com as cores do Sporting Clube de Portugal.
Em junho de 2016, sagrou-se Campeão Nacional dos 5000m de pista ao ar livre.

## Participações
- 2008 - Campeonato da Europa de Corta-mato (Bruxelas)[4]
- 2009 - Campeonato de Portugal de Corta-mato longo, 3°classificado (Castelo Branco)[5]
- 2009 - Campeonato do Mundo de Corta-mato (Amman)[6]
- 2009 - 5000m, Jogos da Lusofonia, 2°classificado (Lisboa)[carece de fontes?]
- 2009 - Campeonato da Europa de Corta-mato, 7°classificado (Dublin)[7]
- 2010 - 5000m, Campeonato da Europa de Pista ao Ar Livre (Barcelona)[8]
- 2010 - 5000m, Campeonato Ibero-Americano, 6°classificado (San Fernando)[9]
- 2010 - 3000m Taça da Europa, 3°classificado (Budapeste)[10]
- 2010 - Campeonato da Europa de Corta-mato, 7°classificado (Albufeira)[11]
- 2014 - Campeonato da Europa de Corta-mato (Samokov)[12]
- 2015 - 5000m, Taça da Europa, 6°classificado (Heraklion)[13]
- 2016 - 5000m, Campeonato de Portugal de Pista ao Ar Livre, 1°classificado (Maia)[14]

## Recordes pessoais
| Modalidade | Ano  | Local   | Tempo    |
| ---------- | ---- | ------- | -------- |
| 1500m      | 2009 | Pezenas | 3.47,00  |
| 3000m      | 2015 | Lisboa  | 8.01,34  |
| 5000m      | 2010 | Lisboa  | 13.35,29 |